# Christian Stentoft
Christian Stentoft  (14. september 1946 - 27. februar 2016) var en dansk radiomand,  søn af komponisten og revyforfatteren Aage Stentoft. Christian Stentoft skabte i perioden 1974-1995 en lang række banebrydende radiomontager gennem sin ansættelse ved Danmarks Radio. Blandt titlerne er den berømte "Afslag på et kys" fra 1986, som blev sendt første gang 8. januar 1987. Christian Stentoft beskrev selv sit uforløste forhold til faderen som drivkraften bag sin kunst.